# Conseil départemental du Finistère
Le conseil départemental du Finistère, anciennement conseil général du Finistère, est l'assemblée délibérante du département français du Finistère, collectivité territoriale décentralisée. Son siège se trouve à Quimper.

## Le président
Le conseil départemental du Finistère est présidé par Maël de Calan (DVD) depuis 2021.

### Anciens présidents
| Période                            | Période                      | Identité                     | Étiquette                    | Étiquette                    |
| Président du conseil général       | Président du conseil général | Président du conseil général | Président du conseil général | Président du conseil général |
| ---------------------------------- | ---------------------------- | ---------------------------- | ---------------------------- | ---------------------------- |
| 1871                               | 1876                         | Louis de Carné               |                              | Légitimiste                  |
| 1876                               | 1880                         | François de Kerjégu          |                              | Légitimiste                  |
| 1880                               | 1882                         | Auguste Salaün-Penquer       |                              | Gauche républicaine          |
| 1883                               | 1895                         | Armand Rousseau              |                              | Gauche républicaine          |
| 1895                               | 1908                         | James de Kerjégu             |                              | Républicain modéré           |
| 1908                               | 1912                         | Louis Delobeau               |                              | Progressiste                 |
| 1912                               | 1927                         | Albert Louppe                |                              | RI                           |
| 1927                               | 1940                         | Ferdinand Lancien            |                              | PRRRS                        |
| 1940                               | 1945                         | Conseil général suspendu     | Conseil général suspendu     | Conseil général suspendu     |
| 1945                               | 1951                         | Yves Jaouen                  |                              | MRP                          |
| 1951                               | 1964                         | Jean Crouan                  |                              | RPF puis CNIP                |
| 1964                               | 1978                         | André Colin                  |                              | MRP puis CD puis UDF         |
| 1978                               | 1988                         | Louis Orvoën                 |                              | UDF                          |
| 1988                               | 1998                         | Charles Miossec              |                              | RPR                          |
| 1998                               | 2015                         | Pierre Maille                |                              | PS                           |
| Président du conseil départemental |                              |                              |                              |                              |
| 2015                               | 2021                         | Nathalie Sarrabezolles       |                              | PS                           |
| 2021                               | En cours                     | Maël de Calan                |                              | DVD                          |

## Les vice-présidents
|     | Identité                | Groupe                     | Attributions                                                                                  |
| --- | ----------------------- | -------------------------- | --------------------------------------------------------------------------------------------- |
| 1er | Jocelyne Poitevin       | Alliance pour le Finistère | Action Sociale                                                                                |
| 2e  | Jacques Gouérou         | Alliance pour le Finistère | Économie et pêche                                                                             |
| 3e  | Véronique Bourbigot     | Alliance pour le Finistère | Culture jeunesse, égalité femmes-hommes                                                       |
| 4e  | Gilles Mounier          | Alliance pour le Finistère | Développement durable et territoires                                                          |
| 5e  | Viviane Bervas          | Alliance pour le Finistère | Environnement, biodiversité, économie circulaire, mer, littoral et espaces naturels sensibles |
| 6e  | Stéphane Le Doaré       | Alliance pour le Finistère | Infrastructures et désenclavement                                                             |
| 7e  | Nathalie Carrot-Tanneau | Alliance pour le Finistère | Handicap                                                                                      |
| 8e  | Alain Le Grand          | Alliance pour le Finistère | Ressources humaines et dialogue social                                                        |
| 9e  | Lédie Le Hir            | Alliance pour le Finistère | Finances et moyens généraux                                                                   |
| 10e | Didier Guillon          | Alliance pour le Finistère | Logement, habitat                                                                             |
| 11e | Emmanuelle Tournier     | Alliance pour le Finistère | Sports, associations, économie sociale et solidaire                                           |
| 12e | Raymond Messager        | Alliance pour le Finistère | Ruralité                                                                                      |

## Les conseillers départementaux
Le conseil départemental du Finistère comprend 54 conseillers départementaux élus par binôme dans les 27 cantons du Finistère.

### Assemblée départementale
| Parti                               | Sigle | Sigle | Élus | Groupes                    |
| ----------------------------------- | ----- | ----- | ---- | -------------------------- |
| Majorité (28 sièges)                |       |       |      |                            |
| Divers droite                       |       | DVD   | 20   | Alliance pour le Finistère |
| Les Républicains                    |       | LR    | 6    | Alliance pour le Finistère |
| Horizons                            |       | HLP   | 1    | Alliance pour le Finistère |
| La République en marche             |       | LREM  | 1    | Alliance pour le Finistère |
| Opposition (26 sièges)              |       |       |      |                            |
| Parti socialiste                    |       | PS    | 12   | Finistère et Solidaires    |
| Divers gauche                       |       | DVG   | 7    | Finistère et Solidaires    |
| Parti communiste français           |       | PCF   | 3    | Finistère et Solidaires    |
| Oui la Bretagne !                   |       | OLB   | 2    | Autonomie et régionalisme  |
| Europe Écologie Les Verts           |       | EÉLV  | 1    | Finistère d’Avenir         |
| Nouvelle donne                      |       | ND    | 1    | Finistère d’Avenir         |
| Président du conseil départemental  |       |       |      |                            |
| Maël de Calan (Divers droite (DVD)) |       |       |      |                            |

## Budget
Le conseil général du Finistère a en 2015 un budget de 1,004 milliard d'euros.
| Domaine                                     | Dépenses (en M €) 2015 |
| ------------------------------------------- | ---------------------- |
| Enfance, famille, jeunesse                  | 102,3                  |
| Personnes âgées                             | 112,7                  |
| Handicap et autonomie sociale               | 140,8                  |
| Insertion et lutte contre les exclusions    | 120,5                  |
| Développement économique                    | 20,7                   |
| Logement et cadre de vie                    | 62,4                   |
| Déplacements                                | 75,9                   |
| Culture, sports, loisirs et langue bretonne | 30,5                   |
| Collèges                                    | 41,8                   |
| Moyens                                      | 296,4                  |

### Dépenses réelles d'investissement
- 2005 : 117,6 millions d'euros
- 2006 : 115,3 millions d'euros
- 2007 : 155,3 millions d'euros
- 2014 : 153,36 millions d'euros
- 2015 : 134,11 millions d'euros

## Logotypes et drapeau

Drapeau du Finistère repris par le logo du conseil général

Logo du département (conseil général) en 2008
Logo du département (conseil général) de 2009 à 2015
Logo du département (conseil départemental) depuis 2015
Logo du Finistère (conseil départemental) depuis 2023